# Fiat Doblò

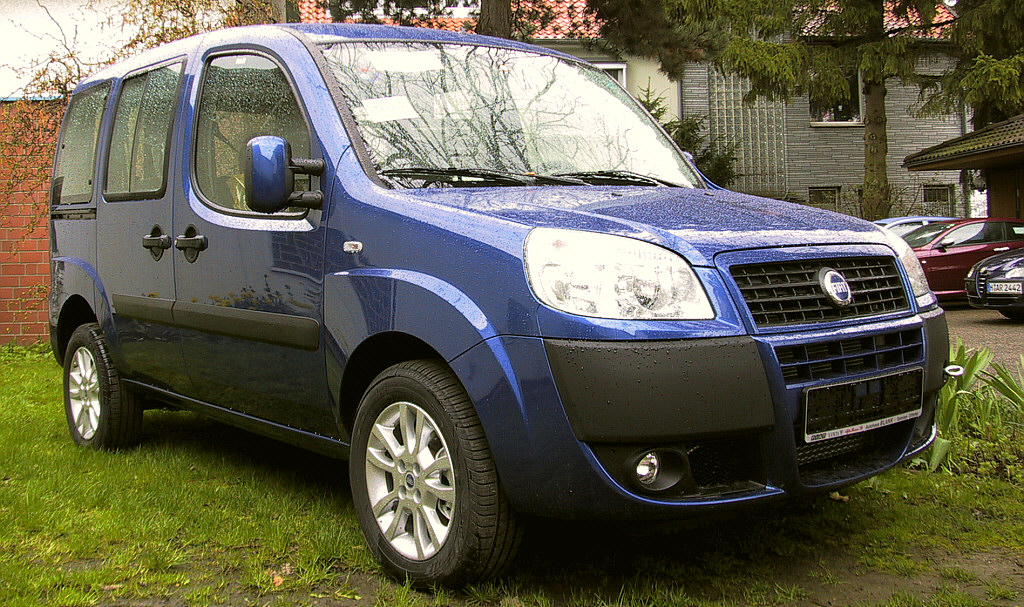
Fiat Doblò ELX 2006

Fiat Doblò är en bilmodell från Fiat, presenterad 2000. Det är en mindre transportbil/varubil i samma segment som exempelvis Citroën Berlingo, Renault Kangoo och Peugeot Partner. Den första Doblón såldes i januari 2001. Som kommersiellt fordon heter den "Doblò Cargo", medan personbilutförandet kort och gott heter Doblò ELX. Priset är relativt lågt, men det är även utrustningsgraden i standardutförandet. Specialmodellen Malibu har dock mer utrustning och lanserades 2004. Modellen genomgick en mindre ansiktslyftning 2005 och tilldelades 2006 den internationella utmärkelsen "Van of the year".
"Inte mycket talar för ett köp", skrev Tekninkens Värld i ett test när Doblò kom till Sverige.
Modellerna tillverkas av Fiats samägda dotterbolag i Turkiet.

## Första generationen (2000–2010)
| Första generationen (223) | Första generationen (223) |
| ------------------------- | --- |
|                           | |
| Generellt                 | |
| Andra namn                | Fiat Panorama (Singapore) Fiat Doblò Classic Pyongwha Ppeokkugi |
| Produktion                | 2000–2010 (Europa) 2001-2021 (Brasilien) |
| Montering                 | Bursa, Turkiet (Tofaş)[källa behövs] Akçalar, Turkiet (Karsan) Betim, Minas Gerais, Brasilien (Fiat Automóveis) Naberezhnye Chelny, Ryssland (Fiat-Sollers) Ho Chi Minh City, Vietnam (Mekong Auto)                                                                   |
| Kaross och chassi         | |
| Body style                | 4/5-dörrars skåpbil 5-dörrars MPV |
| Besläktade modeller       | Fiat Punto Fiat Palio Fiat Albea Fiat Siena Fiat Strada Lancia Y |
| Drivlinor                 | |
| Motor                     | 1.2 L Fire I4 (bensin) 1.4 L Fire I4 (bensin) 1.6 L Torque I4 (bensin) 1.6 L Torque Natural Power I4 (CNG) 1.8 L Ecotec N18XFH I4 (bensin) 1.8 L E.torQ I4 (Flexfuel) 1.3 L Multijet I4 (diesel) 1.9 L D I4 (diesel) 1.9 L JTD I4 (diesel) 1.9 L Multijet I4 (diesel) |
| Växellåda                 | 5-speed manuell 6-speed manuell |
| Dimensioner               | |
| Hjulbas                   | 2,583 mm (101.7 in) 2,963 mm (116.7 in) (Doblò Maxi) |
| Längd                     | 4,158 mm (163.7 in) (till 2005) 4,253 mm (167.4 in) (från 2005) 4,633 mm (182.4 in) (Doblò Maxi) 4,354 mm (171.4 in) (Adventure) |
| Bredd                     | Från 1,715 mm (67.5 in) (till 2005) 1,722 mm (67.8 in) (från 2005) 1,763 mm (69.4 in) (Adventure) |
| Höjd                      | 1,818 mm (71.6 in) (från 2005) 2,086 mm (82.1 in) (H2) 1,957 mm (77.0 in) (Adventure) |

### Motorer

#### 2000–2006
| Modell            | Bränsle | Effekt                 |
| ----------------- | ------- | ---------------------- |
| 1.2               | Bensin  | 65 PS (48 kW; 64 hp)   |
| 1.6 Natural Power | CNG     | 92 PS (68 kW; 91 hp)   |
| 1.9 D             | diesel  | 63 PS (46 kW; 62 hp)   |
| 1.9 JTD           | diesel  | 105 PS (77 kW; 104 hp) |

#### 2006–2009
| Modell                  | Bränsle | Effekt                 |
| ----------------------- | ------- | ---------------------- |
| 1.4                     | Bensin  | 77 PS (57 kW; 76 hp)   |
| 1.6 Natural Power (CNG) | CNG     | 92 PS (68 kW; 91 hp)   |
| 1.3 16v Multijet        | diesel  | 75 PS (55 kW; 74 hp)   |
| 1.3 16v Multijet        | diesel  | 84 PS (62 kW; 83 hp)   |
| 1.9 Multijet            | diesel  | 105 PS (77 kW; 104 hp) |
| 1.9 Multijet            | diesel  | 120 PS (88 kW; 118 hp) |

## Andra generationen (2010–nuvarande)
| Andra generationen (263) | Andra generationen (263) |
| ------------------------ | --- |
|                          | |
| Översikt                 | |
| Andra namn               | Opel Combo Fiat Doblò Work Up Fiat Pratico Vauxhall Combo (United Kingdom) Ram ProMaster City (North America) Ram V1000 (Chile)                                                                                      |
| Produktionsår            | 2010–nuvarande |
| Tillverkning             | Turkey: Bursa (Tofaş) |
| Kaross och chassi        | |
| Kaross                   | 2-dörrars chassi 2-dörrars pickup 3-dörrars skåpbil 4-dörrars skåpbil 5-dörrars skåpbil 5-dörrars MPV |
| Plattform                | FCA Small LWB platform |
| Besläktade               | Fiat Fiorino Fiat Grande Punto Fiat Linea Opel Corsa D |
| Drivlina                 | |
| Motor                    | - 1.4 L Fire I4 (Bensin) - 1.4 L Fire I4 (turboladdad CNG) - 1.3 L Multijet I4 (turboladdad diesel) - 1.6 L Multijet I4 (turboladdad diesel) - 2.0 L Multijet I4 (turboladdad diesel) - 2.4 L Tigershark I4 (bensin) |
| Växellåda                | - 5-växlad manuell - 6-växlad manuell - 5-speed Dualogic automatiserad manuell - 9-speed 948TE automat |
| Dimensioner              | |
| Axelavstånd              | 2,755 mm (108.5 in) Maxi: 3,105 mm (122.2 in) |
| Längd                    | 4,390 mm (172.8 in) Maxi: 4,756 mm (187.2 in) |
| Bredd                    | 1,832 mm (72.1 in) Maxi: 1,832 mm (72.1 in) |
| Höjd                     | 1,845 mm (72.6 in) Maxi: 1,880 mm (74.0 in) |
| Kronologi                | |
| Föregångare              | Ram C/V Tradesman (för ProMaster City) |

Generation två av Dobló (typ 263) lanserades i början av 2010 och byggs av Tofaş i Turkiet. Bilen har också sålts av Opel och Vauxhall som modellen Combo. I juli 2011 blev Doblò tillgänglig som pickup med tilläggsnamnet Work Up. Dobló finns också med högt tak samt med längre axelavstånd, då kallad Dobló Cargo Maxi. Med både högt tak och förlängt axelavstånd kallas modellen Doblò Cargo XL.

### Facelift
På Hanover Motor Show presenterades en facelift av Fiat Dobló 2015 med ny front och instrumentbräda. I januari 2020 meddelades det att MPV-versionen skulle sluta tillverkas, medan skåpbilsversionen fortfarande finns tillgänglig.

### Ram ProMaster City
I USA säljs samma skåpbil som Ram ProMaster City (Type 636). Den introducerades i samband med faceliften av Dobló 2015. För att kringgå straffskatt importeras Doblón som en passagerarbil och byggs om till skåpbil när den väl är på plats i USA. 

### Motorer
| Modell                  | Motor      | Effekt@rpm                       | Vridmoment@rpm            | Årtal     |
| ----------------------- | ---------- | -------------------------------- | ------------------------- | --------- |
| Bensinmotorer           |            |                                  |                           |           |
| 1.4 FIRE                | 1368 cc I4 | 95 PS (70 kW; 94 hp)@6000        | 127 N⋅m (94 lb⋅ft)@4500   | 2009-2019 |
| 2.4 Tigershark1         | 2360 cc I4 | 179 PS (132 kW; 177 hp)@6250     | 236 N⋅m (174 lb⋅ft)@3900  | 2015-     |
| CNG-motorer             |            |                                  |                           |           |
| 1.4 T-JET Natural Power | 1368 cc I4 | 120 PS (88 kW; 118 hp)@5000      | 207 N⋅m (153 lb⋅ft)@2000  | 2009-     |
| Dieselmotorer           |            |                                  |                           |           |
| 1.3 Multijet            | 1248 cc I4 | 90 PS (66 kW; 89 hp)@4000        | 200 N⋅m (148 lb⋅ft)@1500  | 2009-     |
| 1.6 Multijet            | 1598 cc I4 | 105 PS (77 kW; 104 hp) @4000 rpm | 290 N⋅m (214 lb⋅ft) @1500 | 2009-     |
| 2.0 Multijet            | 1956 cc I4 | 135 PS (99 kW; 133 hp) @3500 rpm | 320 N⋅m (236 lb⋅ft) @1500 | 2009-2016 |

1 Endast Ram ProMaster City